# Lorandi (cognome)
Lorandi è un cognome di lingua italiana.

## Varianti
Lorandini, Lorando.

## Origine e diffusione
Cognome tipicamente lombardo, è presente prevalentemente nel milanese, bergamasco e bresciano, a Vicenza e in Trentino.
Potrebbe derivare dal nome medioevale Lorando.
In Italia conta circa 473 presenze.
La variante Lorandini è trentina; Lorando è trentino e veronese.

## Persone
- Alessio Lorandi – pilota automobilistico italiano
- Giulio Lorandi – compositore e pianista italiano